# قسم أمامزادة حمزة علي الريفي (مقاطعة بروجن)
قسم أمامزادة حمزة علي الريفي (بالفارسية: دهستان امامزاده حمزه علی) هي منطقة ريفية تقع في إيران في ناحية بلداجي. يقدر عدد سكانها بـ 684 نسمة .